# Enrique Vargas Medina
Enrique Manuel Vargas Medina (El Callao, 22 de agosto de 1955) es un político peruano. Fue alcalde del distrito de Calana entre 1996 y 1998.
Nació en El Callao, Perú, el 22 de agosto de 1955, hijo de Pedro Manuel Vargas Jiménez y Ángela María Medina Cano. Cursó sus estudios primarios y segundarios en la ciudad de Tacna egresando del Colegio Nacional Coronel Bolognesi de esa ciudad. No cursó estudios superiores.
Su primera participación política se dio en las elecciones municipales de 1983 en las que fue candidato a regidor del distrito de Calana por Acción Popular sin obtener la elección. En las elecciones municipales de 1989 postuló a una regiduría de la provincia de Tacna por la lista del FRENATRACA sin obtener, tampoco, la elección. En las elecciones municipales de 1995 resultó elegido como alcalde distrital de Calana. Tentó la reelección en las elecciones municipales del 2002 por la Alianza Electoral Unidad Nacional sin éxito. Participó en las elecciones regionales del 2014 como candidato a la vicepresidencia del Gobierno Regional de Tacna por el Partido Popular Cristiano en la plancha encabezada por Héctor Simón Maquera Chávez sin obtener la elección.